# TVP Kultura 2
TVP Kultura 2 – kanał tematyczny Telewizji Polskiej, poświęcony w całości tematyce kulturalnej, który został uruchomiony 26 czerwca 2020 roku.
Stacja dostępna jest w telewizji hybrydowej na trzecim multipleksie naziemnej telewizji cyfrowej i poprzez przekaz internetowy – stronę internetową TVP oraz TVP Stream.
Od 5 kwietnia 2023 roku stacja jest dostępna w naziemnej telewizji cyfrowej na Litwie.